# Wouter Schouten
Pour les articles homonymes, voir Schouten.
Wouter Schouten, francisé en Gautier Schouten, (1638-1704) est un chirurgien néerlandais qui voyagea sur les vaisseaux de la Compagnie néerlandaise des Indes orientales (VOC). À son retour, il écrivit une célèbre relation de ses voyages.

## Biographie
Né à Haarlem, il s'engage en 1658 pour trois ans auprès de la VOC pour naviguer en tant que chirurgien-assistant sur le navire Nieuwpoort partant de Texel pour Batavia.
En 1661, à Batavia, il renouvelle son contrat pour trois années supplémentaires et est promu chirurgien-chef. Il participe aux combats des Moluques et de Ceylan. En décembre 1664, il retourne aux Provinces-Unies en raison de la guerre contre l'Angleterre.
Débarqué en 1665 à Amsterdam, il s'installe comme barbier chirurgien dans sa ville natale et prend en charge la formation d'autres chirurgiens. En 1692, il devient inspecteur de la guilde des chirurgiens de Haarlem. Il est un ardent défenseur d'une stricte séparation entre la médecine et la chirurgie.

## Œuvres
- Oost-Indische voyagie; vervattende veel voorname voorvallen en ongemeene vreemde geschiedenissen, bloedige zee- en landtgevechten tegen de Portugeesen en Makassaren .. (Amsterdam, 1676). Il a été traduit en français sous le titre de Voyage aux Indes orientales (Amsterdam, 1707) ;
- Het gewonde Hooft, of korte verhandeling van de opper-hooftswonden en Bekkeneelsbreuken, van de Wonden des Aangesigts en van de Wonden des Hats (1694) ;
- Verhandeling der tegennatuurlijke Gezwellen (1727, posthume)